# 阿福花亚科
阿福花亚科（學名：Asphodeloideae），也被称为独尾草亚科，为天门冬目阿福花科下一亚科。共有15属约785种，主要分布在非洲、地中海沿岸和中亚地区，只有凤尾百合属（或称“鸡尾兰属”）是原产于新西兰的，本科植物多为肉质植物，大多数种类生长在南非。
以前的分类法将本科的大部分属分在百合科内，1998年根据基因亲缘关系分类的APG 分类法将其单独列为一个科，属于天门冬目，2003年经过修订的APG II 分类法将其和刺叶树科（现黄脂木科）以及萱草科列为可以选择合并的科，尤其和刺叶树科的亲缘关系较近。

## 属
- 芦荟属 Aloe L.
- 蔓芦荟属（英语：Aloiampelos） Aloiampelos Klopper & Gideon F. Smith
- 树芦荟属 Aloidendron (A. Berger) Klopper & Gideon F. Smith
- 绫锦芦荟属 Aristaloe Boatwright & Manning
- 松塔掌属（英语：Astroloba） Astroloba Uitewaal
- 日光兰属（英语：Asphodeline） Asphodeline Rchb.
- 金穗花属（英语：Asphodelus） Asphodelus L.
- 鳞芹属 Bulbine Wolf
- 凤尾百合属（英语：Bulbinella） Bulbinella Kunth
- 枯百合属（英语：Chortolirion） Chortolirion A.Berger
- 独尾草属 Eremurus M.Bieb.
- 鲨鱼掌属 Gasteria Duval
- 什锦芦荟属 Gonialoe (Baker) Boatwr. & J.C.Manning
- 瓦苇属 Haworthia Duval
- 十二卷属 Haworthiopsis G.D.Rowley
- Jodrellia Baijnath
- 火把莲属 Kniphofia Moench
- 折扇芦荟属（英语：Kumara） Kumara Medicus
- 穗百合属（英语：Lomatophyllum） Lomatophyllum Willdenow
- 珠纹卷属（英语：Tulista） Tulista Raf.
- 粗蕊百合属（英语：Trachyandra） Trachyandra Kunth[1]